# Station Dwory
Station Dwory is een spoorwegstation in de Poolse plaats Oświęcim.